# 세잎매듭

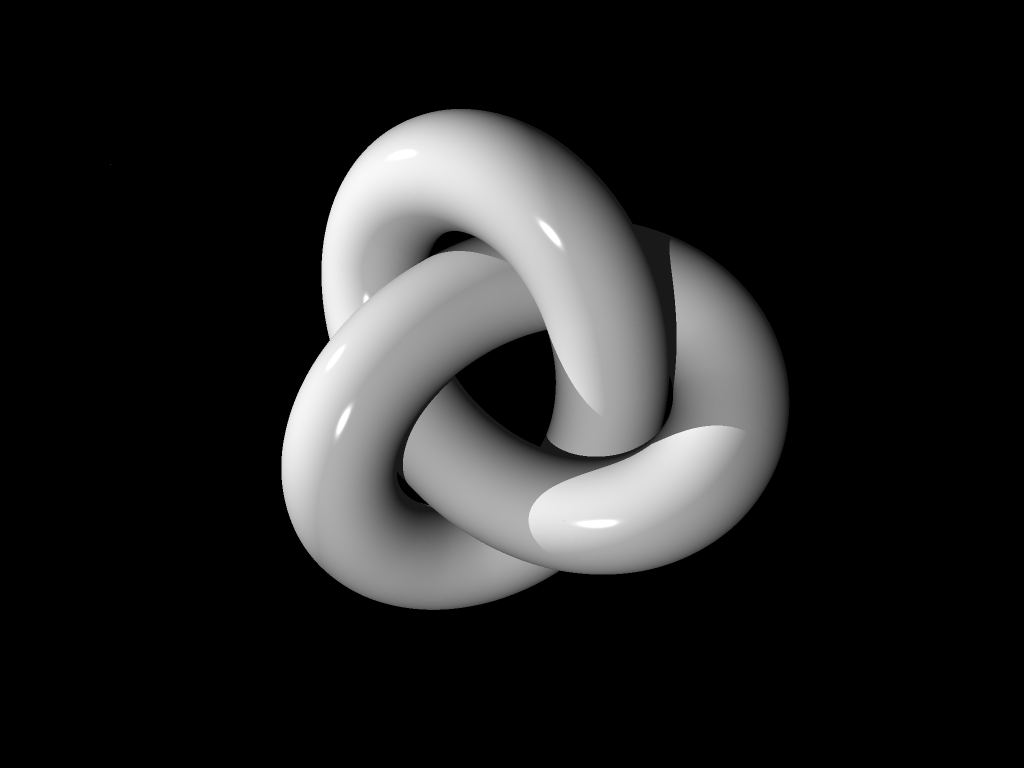
세잎매듭(trefoil knot)

세잎매듭(trefoil knot)은 매듭 이론에서 자명한 매듭(그냥 원형의 매듭)이 아닌 매듭 중 가장 단순한 매듭이다. 딱 세 번만 겹친다.

## 성질
왼쪽 세잎매듭과 오른쪽 세잎매듭, 두 종류가 있다. 즉, 세잎매듭은 뫼비우스의 띠와 마찬가지로 키랄성(Chirality; 실제상과 거울상이 겹치지 않은 구조의 성질, 즉 회전반사대칭이 없는 구조의 입체적 성질)을 가진다.

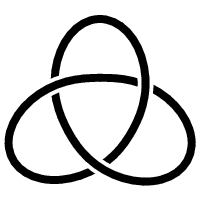
오른쪽 세잎매듭

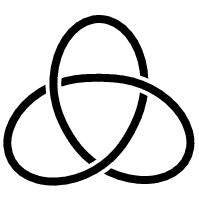
왼쪽 세잎매듭

## 같이 보기
- 고르디우스의 매듭